# Фрумушеј (Горж)
Фрумушеј (рум. Frumușei) насеље је у Румунији у округу Горж у општини Ликуричи. Oпштина се налази на надморској висини од 274 m.

## Становништво
Према подацима из 2002. године у насељу је живело 349 становника, од којих су сви румунске националности.